# Puya trollii
Puya trollii là một loài thực vật có hoa trong họ Bromeliaceae. Loài này được L.B.Sm. miêu tả khoa học đầu tiên năm 1968. Chúng là loài đặc hữu của Bolivia.